# Charles Cotterell
Pour les articles homonymes, voir Cotterell.
Charles Cotterell ou parfois Cottrell (1615-1701) est un courtisan et traducteur anglais, maître de cérémonie à la cour de Charles Ier et de Charles II d'Angleterre.

## Biographie
Charles est le fils de Clement Cotterell (1585-1631), membre du Parlement anglais, et attaché à la cour de Jacques Ier d'Angleterre.
Il est nommé maître de cérémonie à la cour de Charles Ier en 1641. Trois ans plus tard, il est fait chevalier. Il conserve son poste jusqu'à l'exécution de Charles en 1649. Durant l'inter-règne (1649-1652), il réside à Anvers. De 1652 à 1654, il est le page d'Élisabeth Stuart, reine de Bohème à La Haye. En 1655, il entre au service de Henry Stuart, duc de Gloucester, en tant que secrétaire, jusqu'au moment de la restauration de la monarchie, à partir de mai 1660. Il est de nouveau nommé maître de cérémonie, cette fois à la cour de Charles II jusqu'en 1686. De 1663 à 1678, il est membre du « Parlement cavalier » (Cavalier Parliament) pour la Circonscription électorale de Cardigan (Pays de Galles).
Cotterell traduit par ailleurs de nombreux textes français, littéraires et historiques, dont le Cassandra de Gautier de Costes de La Calprenède.
Il avait rejoint une association de poètes, The Society of Frienship, et devint le conseiller littéraire de l'un des membres, Katherine Philips, et ce, grâce au mari de cette dernière, qui était également membre du parlement pour la circonscription de Cardigan. Ce groupe faisait usage de pseudonymes, celui de Cotterell était Poliarchus, celui de Philips, Orinda,.

## Vie privée
Durant l'été 1642, Cotterell épouse Frances (1614 – vers 1657), fille d'Edward West of Marsworth (Buckinghamshire), dont au moins cinq enfants. Charles Lodowick (1654–1710) hérita de son père de la charge de maître de cérémonie à la cour. Un tableau de conversation exécuté en 1658 par Jan Mytens représente la famille de Cotterell.

## Traductions
- A Relation of the Defeating of Cardinal Mazarin and Oliver Cromwell's design to have taken Ostend by treachery in 1658, from the Spanish, pamphlet traduit du français, Londres, 1660 et 1666.
- The Famous Romance of Cassandra de Gautier de Costes de La Calprenède, La Haye, 1652, puis 5 tomes en 1661, 1676 puis 1725[4].
- The Historie of the Civil Warres of France d'Enrico Caterino Davila, traduit de l'italien, Londres, 1678.
- The Spiritual Year, or a Devout Contemplation digested into distinct arguments for every month of the year, and for every week in the month, traduit de l'espagnol, Londres, 1693.